# Семи и Раџ путују кроз време
Семи и Раџ путују кроз време је анимирана телевизијска серија коју је креирао Џордан Гершовиц. Продуцирао ју је Reliance Animation у сарадњи са Viacom 18 и Nickelodeon International.

## Радња
Серија прати авантуре двојице рођака-браће, Семија и Раџа, који мењају стварност, док паузирају, враћају, премотавају или убрзавају свој пут ка мноштву нечувених, урнебесних подвига са мистериозном апликацијом која мења време на дохват руке.

## Ликови
- Нирван Пал као Семи Гупта
- Ејден Алберто као Раџ Гупта
- Крина Шах као Тара Гупта
- Ранума Пантаки као Ума Гупта
- Рама Валури као Кунал Гупта
- Назија Чауди као Чачи Пријанка
- Нардип Курми као Чачи Најл
- Мониша Дадлани као Малини
- Ратнеш Дуби као Дада Аман
- Рашми Рустаги као Дади Даша
- Лили Ресто као Габријела
- Арес Тотолос као Хуго

## Улоге
| Улога                 | Оригинални глас | Српски глас         |
| --------------------- | --------------- | ------------------- |
| Семи Гупта            | Нирван Пал      | Вања Милић          |
| Раџ Гупта             | Ејден Алберто   | Олег Дамњановић     |
| Тара Гупта            | Крина Шах       | Петра Семиз         |
| Ума Гупта             | Ранума Пантаки  | Марија Стокић       |
| Кунал Гупта           | Рама Валури     | Милош Ђуричић       |
| Чачи Пријанка         | Назија Чауди    | Ђурђина Радић       |
| Чачи Најл             | Нардип Курми    | Огњен Дрењанин      |
| Малини                | Мониша Дадлани  | Јана Пауновић       |
| Дада Аман             | Ратнеш Дуби     | Милан Тубић         |
| Дади Даша             | Рашми Рустаги   | Валентина Павличић  |
| Габријела             | Лили Ресто      | Ирина Арсенијевић   |
| Хуго Хуџман           | Арес Тотолос    | Лазар Перишић       |
| Мајк Дроп             | непознато       | непознато           |
| Метју Шапиро          | Ники Брајар     | непознато           |
| Тавиш                 | Рама Валури     |                     |
| Тренер Биф            | Брајант Барнет  | Бранислав Јевтић    |
| Клои                  | Стефани Ше      |                     |
| Кристи Ли             | Стефани Ше      | Ивона Аливојводић   |
| Ники Еверли           | непознато       | Михаела Стаменковић |
| Џасмин                | Пунам Басу      | Марија Стокић       |
| Најављивач            | Дејвид Лоџ      |                     |
| Хајди                 | Лекси Клајн     |                     |
| Биоскопски разводилац | Еди Фишерман    |                     |
| Уводна песма          |                 | Дејан Гладовић      |